# Dietrich I. von Katlenburg
Dietrich I. von Katlenburg († 10. September 1056 gefallen bei Burg Prizlava) war Sohn des Grafen Udo und der Bertrada (Beatrix) (aus Schwaben). Er war Graf im Lies- und Rittigau mit dem Erbgut Einbeck und zeitweise Vogt in Liesborn. Mit Otto von Northeim war er eng verbunden.
In zeitgenössischen Quellen wird er, wie sein Vater Udo, ohne den Namenszusatz genannt. Ob er die vermutlich im 11. Jahrhundert entstandene Katlenburg im heutigen Katlenburg erbaute oder als Herrschaftssitz ausbaute, ist unbekannt.
Kaiser Heinrich III. hatte ihn zusammen mit dem Markgrafen Wilhelm von der Nordmark gegen die Liutizen (Slawen) gesandt. Sie wurden geschlagen und fielen, u. a. mit Bernhard von Domersleben nahe der Burg Prizlava (Werben (Elbe)), die "am Ufer des Flusses Albis (Elbe) liegt, da wo derselbe den Fluß Habola (Havel) in sich aufnimmt".

## Ehe und Kinder
Er heiratete Bertrada von Holland, Tochter des Grafen Dietrich III. von Holland (Gerulfinger).
- Dietrich II. von Katlenburg
- Othelhildis ⚭ Konrad von Wettin Graf von Brehna[1]